# 間部方元
間部 方元（まなべ みちもと）は、江戸時代中期の旗本。越前鯖江藩第2代藩主間部詮方の五男。間部詮綽の養子になり、分家の本所間部家を継いだ。
寛保2年（1742年）、間部詮方の六男として生まれる。宝暦6年（1756年）9月、徳川家重に初めて拝謁する。
明和8年（1771年）8月5日、本所間部家の当主・間部詮綽の養嗣子になり家督を継いだ。同時に小普請に属する。同年8月、財政上の問題で、本家にあたる鯖江藩に対し「御仕法等」の援助を求める。この願いは一度は断られるものの、再度頼み込んだ結果聞き入れられ、鯖江藩から役人が派遣されることとなった。
寛政7年（1795年）12月、三河国宝飯郡の知行所の一部を下総国相馬郡の一部と領地替えされたが、享和3年（1803年）には元の知行所にもどった。
享和3年（1803年）5月、死去。享年62歳。家督は長男の詮邦が継いだ。